# Straat Jevgenov

Locatie van de Straat Jevgenov

De Straat Jevgenov (Russisch: Пролив Евгенова; Proliv Jevgenova) is een zeestraat binnen de Russische Noordland-archipel (kraj Krasnojarsk) in de Noordelijke IJszee. Het ligt tussen het eiland Bolsjevik in het noordwesten en het eiland Starokadomski in het zuidwesten en vormt een verbinding tussen de Straat Vilkitski in het zuiden en de Laptevzee in het noordoosten. De zeestraat is het grootste deel van het jaar bedekt met ijs en is vernoemd naar de Russische poolonderzoeker Nikolaj Jevgenov.
De lengte bedraagt ongeveer 40 kilometer en de breedte ongeveer 30 kilometer. De zeestraat is tot 204 meter diep. De oevers van het eiland Bolsjevik langs de zeestraat zijn bergachtig en abrupt en er bevindt zich een gletsjer (de Leningradgletsjer). Op de kust van Bolsjevik liggen de kapen Jevgenov en Morozov en op de kust van Starodomski liggen de kapen Konetsjny (laatste, uitstekende), Zapadny (west) en Majski (mei). Een groot aantal riviertjes op de eilanden loopt uit op de zeestraat.